# カルロス・エンリケ・ジョゼ・フランシスコ・ヴェナンシオ・カジミーロ
- カゼミロ
- カゼミーロ
- カセミロ

カゼミーロ（Casemiro）こと、カルロス・エンリケ・ジョゼ・フランシスコ・ヴェナンシオ・カジミーロ（Carlos Henrique José Francisco Venâncio Casimiro、1992年2月23日 - ）は、ブラジル・サンパウロ州サン・ジョゼ・ドス・カンポス出身のサッカー選手。プレミアリーグ・マンチェスター・ユナイテッドFC所属。ブラジル代表。ポジションはミッドフィールダー。
名は「カジミーロ」「カゼミーロ」と表記されることもある。

## 経歴

### サンパウロ
幼少期にブラジルのサンパウロFCのトライアルに参加。当時はフォワードの選手だったが、ライバルが少ないディフェンシブ・ミッドフィールダーとして参加した。2002年にサンパウロFCのユースチームでキャリアをスタートさせ、2010年にトップチームに昇格した。7月25日、サントスFC戦でデビューを果たした。8月15日、クルゼイロEC戦でプロ初ゴールを記録した。

### レアル・マドリード
2013年にレアル・マドリード・カスティージャにレンタル移籍、4月20日のレアル・ベティス戦でトップチームデビューした。2013年6月、600万ユーロでの買取が決定した。

### FCポルト
2014年7月にレアル・マドリードから後にレアルマドリードで監督を務める、フレン・ロペテギ監督率いるFCポルトへ買取オプション付きの1年のレンタル移籍をした。両クラブ間の契約では、レアル・マドリード側にも買い戻しができるオプションが含まれていた。

### レアル・マドリード
2014-15シーズンのカゼミーロの活躍を受けて、ポルトは5月28日に買取オプション行使の意向をレアル・マドリード側に通達したと発表。しかしその1週間後、レアル・マドリードが買い戻しオプションの行使を決断し、2015年6月5日にレアル・マドリードへの復帰をクラブ公式サイトで発表した。2015年8月31日、レアル・マドリードとの契約を2021年6月30日まで延長したと発表した。

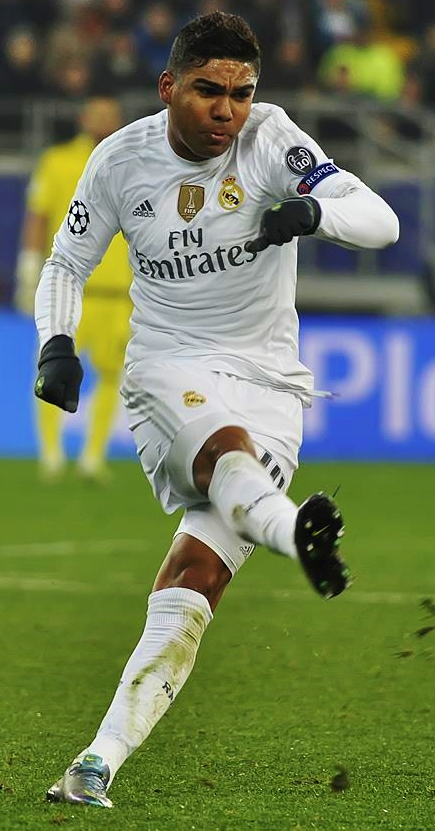
レアル・マドリードでのカゼミーロ（2015年）

2015-16シーズンにはラファエル・ベニテスの下で一定の出場機会を得ていたものの、2016年1月にベニテスが解任されジネディーヌ・ジダン政権になると出場機会が減少。しかし、第27節のレバンテUD戦でアンカーとしてジダン監督の信頼を掴み、以降リーグ戦の残り14試合中12試合に出場。2016年5月28日に行われたUEFAチャンピオンズリーグ・決勝のアトレティコ・マドリード戦でもアンカーとして先発出場し、PK戦の末に勝利を収めた。
2016-17シーズンには開幕戦のレアル・ソシエダ戦で先発出場を果たしたものの、9月に負傷し長期離脱を強いられた。2017年2月15日に行われたUEFAチャンピオンズリーグ・ラウンド16、1stレグのナポリ戦ではペナルティエリア外からシュートを放ち3点目となるゴールを挙げた。4月23日のFCバルセロナとのエル・クラシコでは先制点を記録。6月3日に行われたUEFAチャンピオンズリーグ・決勝のユヴェントス戦では2季連続で先発出場を果たし、61分にミドルシュートから勝ち越しとなるゴールを挙げ、史上初となるチャンピオンズリーグ連覇に貢献した。
2017-18シーズンもジダン監督の元、信頼を勝ち取りラ・リーガ、チャンピオンズリーグ共に多くの試合でスターティングメンバーに名を連ねた。リヴァプールFCとの3年連続となるチャンピオンズリーグ決勝にも先発出場し、史上初となるチャンピオンズリーグ3連覇に大きく貢献した。
2019-20シーズンも中盤で重要な存在であり、リーグ戦でのボール奪取数はリーグトップの294回に上り、公式戦46試合に出場して出場時間はチームトップの4080分であった。

### マンチェスター ・ユナイテッド
2022年8月19日にマンチェスター・ユナイテッドへの移籍が発表された。移籍はメディカルチェック、選手個人との契約締結、そしてイギリスでの査証要件を満たした上で決定する。レアル・マドリードで獲得したタイトル数は18に及んでいる。10月22日のチェルシーFC戦で移籍後初ゴールとなる同点ゴールを頭で決めた。EFLカップ決勝のニューカッスル・ユナイテッド戦では決勝ゴールを決め、6シーズン振りとなるタイトルをチームに持たらした。

## 代表経歴
2015年に行われたコパ・アメリカ2015のブラジル代表メンバーに招集され、ベスト8で終えた。また2016年に行われたコパ・アメリカ・センテナリオのブラジル代表メンバーにも招集されたがグループリーグ敗退で終えた。
コパ・アメリカ2015、コパ・アメリカ・センテナリオ共にサブメンバーであったが、クラブでの活躍から2018 FIFAワールドカップ・南米予選のエクアドル戦でスタメンに抜擢される。チッチ監督から「これほどいい選手だとは思わなかった」と評価され、以降はスタメンとして試合に出るようになった。
2018 FIFAワールドカップではスタメンとして出場していたが、累積警告で準々決勝のベルギー戦への出場を逃し、代役を務めたフェルナンジーニョがオウンゴールを献上するなどし、ブラジルもベルギーに敗れた。
コパ・アメリカ2019、グループA第3戦のペルー戦では決勝ゴールとなる先制点を決め、ブラジルの決勝トーナメント進出に貢献。
2022年11月7日、W杯カタール大会に向けたメンバーの1人に選ばれ、グループリーグ第2戦のスイス戦で決勝ゴールを挙げた。

## 人物・プレースタイル
球際に強く、中盤での汗かき役を務めることが多いが、複数の守備的なポジションをこなす事が出来るユーティリティー性も兼ね備えている。
かつてレアル・マドリードでプレーした元フランス代表MFのクロード・マケレレと比較され、カゼミーロ本人もプレースタイルが似ていることを認めている。また、共にプレーしたシャビ・アロンソのプレーに関して、カルロ・アンチェロッティから「ピッチ内外問わずにずっと見ていろ」と指示された。
カゼミーロは自身のアイドルとしてレアル・マドリードで師事するジネディーヌ・ジダンの名前を挙げている。

## 個人成績

### クラブ
2022-23シーズン終了時点
| クラブ              | シーズン     | リーグ         | リーグ戦 | リーグ戦 | カップ戦 | カップ戦 | リーグカップ | リーグカップ | 国際大会 | 国際大会 | その他 | その他 | 合計 | 合計 |
| クラブ              | シーズン     | リーグ         | 出場     | 得点     | 出場     | 得点     | 出場         | 得点         | 出場     | 得点     | 出場   | 得点   | 出場 | 得点 |
| ------------------- | ------------ | -------------- | -------- | -------- | -------- | -------- | ------------ | ------------ | -------- | -------- | ------ | ------ | ---- | ---- |
| サンパウロ          | 2010         | セリエA        | 18       | 2        | 0        | 0        | -            | -            | 0        | 0        | 0      | 0      | 18   | 2    |
| サンパウロ          | 2011         | セリエA        | 21       | 4        | 5        | 1        | -            | -            | 2        | 0        | 12     | 1      | 40   | 6    |
| サンパウロ          | 2012         | セリエA        | 22       | 0        | 9        | 1        | -            | -            | 1        | 0        | 18     | 2      | 50   | 3    |
| サンパウロ          | 2013         | セリエA        | 0        | 0        | 0        | 0        | -            | -            | 2        | 0        | 1      | 0      | 3    | 0    |
| サンパウロ          | 通算         | 通算           | 61       | 6        | 14       | 2        | -            | -            | 5        | 0        | 31     | 3      | 111  | 11   |
| レアル・マドリードB | 2012-13      | セグンダ       | 15       | 1        | -        | -        | -            | -            | -        | -        | -      | -      | 15   | 1    |
| レアル・マドリード  | 2012-13      | プリメーラ     | 1        | 0        | 0        | 0        | -            | -            | 0        | 0        | 0      | 0      | 1    | 0    |
| レアル・マドリード  | 2013-14      | プリメーラ     | 12       | 0        | 7        | 0        | -            | -            | 6        | 0        | 0      | 0      | 25   | 0    |
| レアル・マドリード  | 2015-16      | プリメーラ     | 23       | 1        | 1        | 0        | -            | -            | 11       | 0        | 0      | 0      | 35   | 1    |
| レアル・マドリード  | 2016-17      | プリメーラ     | 25       | 4        | 5        | 0        | -            | -            | 12       | 2        | 0      | 0      | 42   | 6    |
| レアル・マドリード  | 2017-18      | プリメーラ     | 30       | 5        | 1        | 0        | -            | -            | 14       | 2        | 1      | 0      | 48   | 7    |
| レアル・マドリード  | 2018-19      | プリメーラ     | 29       | 3        | 5        | 0        | -            | -            | 9        | 1        | 0      | 0      | 43   | 4    |
| レアル・マドリード  | 2019-20      | プリメーラ     | 35       | 4        | 1        | 0        | -            | -            | 8        | 1        | 2      | 0      | 46   | 5    |
| レアル・マドリード  | 2020-21      | プリメーラ     | 34       | 6        | 1        | 0        | -            | -            | 10       | 1        | 1      | 0      | 46   | 7    |
| レアル・マドリード  | 2021-22      | プリメーラ     | 32       | 1        | 2        | 0        | -            | -            | 11       | 0        | 5      | 0      | 50   | 1    |
| レアル・マドリード  | 2022-23      | プリメーラ     | 1        | 0        | 0        | 0        | -            | -            | 0        | 0        | 1      | 0      | 2    | 0    |
| レアル・マドリード  | 通算         | 通算           | 222      | 24       | 24       | 0        | -            | -            | 73       | 6        | 17     | 1      | 336  | 31   |
| ポルト (loan)       | 2014-15      | プリメイラ     | 28       | 3        | 1        | 0        | 2            | 0            | 10       | 1        | -      | -      | 41   | 4    |
| マンチェスター・U   | 2022-23      | プレミアリーグ | 28       | 4        | 5        | 2        | 6            | 1            | 12       | 0        | -      | -      | 51   | 7    |
| マンチェスター・U   | 2023-24      | プレミアリーグ |          |          |          |          |              |              |          |          |        |        |      |      |
| マンチェスター・U   | 通算         | 通算           | 28       | 4        | 5        | 2        | 6            | 1            | 12       | 0        | -      | -      | 51   | 7    |
| キャリア通算        | キャリア通算 | キャリア通算   | 311      | 23       | 39       | 2        | 6            | 1            | 95       | 8        | 42     | 3      | 490  | 46   |

### 代表
出場大会
- U-17ブラジル代表

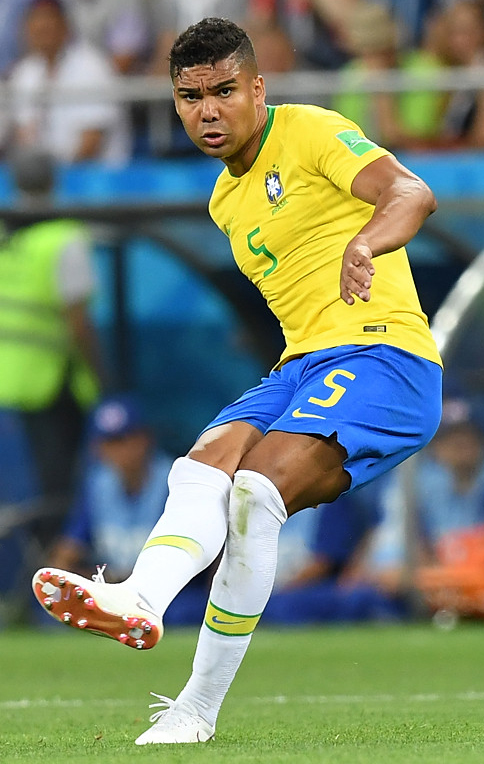
ブラジル代表でのカゼミーロ（2018年）

  - 2009年 - 2009 南米U-17選手権（優勝）
  - 2009年 - 2009 FIFA U-17ワールドカップ（グループリーグ敗退）
- U-20ブラジル代表
  - 2011年 - 2011 南米ユース選手権（優勝）
  - 2011年 - 2011 FIFA U-20ワールドカップ（優勝）
- ブラジル代表
  - 2015年 - コパ・アメリカ2015（ベスト8）
  - 2016年 - コパ・アメリカ・センテナリオ（グループリーグ敗退）
  - 2018年 - 2018 FIFAワールドカップ（ベスト8）
  - 2019年 - コパ・アメリカ2019（優勝）
  - 2021年 - コパ・アメリカ2021 （準優勝）ベストイレブン
  - 2022年 - 2022 FIFAワールドカップ (ベスト8)

試合数
2023年10月17日現在
- 国際Aマッチ 75試合 7得点（2011年 - ）[19]

| ブラジル代表 | 国際Aマッチ | 国際Aマッチ |
| 年           | 出場        | 得点        |
| ------------ | ----------- | ----------- |
| 2011         | 1           | 0           |
| 2012         | 4           | 0           |
| 2013         | 0           | 0           |
| 2014         | 2           | 0           |
| 2015         | 2           | 0           |
| 2016         | 4           | 0           |
| 2017         | 7           | 0           |
| 2018         | 12          | 0           |
| 2019         | 14          | 3           |
| 2020         | 2           | 0           |
| 2021         | 11          | 1           |
| 2022         | 10          | 2           |
| 2023         | 6           | 1           |
| 通算         | 75          | 7           |

得点
| # | 開催日         | 開催地                                                           | 対戦国       | スコア | 結果 | 大会                          |
| - | -------------- | ---------------------------------------------------------------- | ------------ | ------ | ---- | ----------------------------- |
| 1 | 2019年06月22日 | ブラジル、サンパウロ、アレーナ・デ・サンパウロ                   | ペルー       | 1-0    | 5-0  | コパ・アメリカ2019            |
| 2 | 2019年9月6日   | マイアミガーデンズ、ハードロック・スタジアム                     | コロンビア   | 1-0    | 2-2  | 親善試合                      |
| 3 | 2019年10月13日 | カラン、シンガポール・ナショナルスタジアム                       | ナイジェリア | 1-1    | 1-1  | 親善試合                      |
| 4 | 2021年6月23日  | リオデジャネイロ、エスタジオ・オリンピコ・ジョアン・アベランジェ | コロンビア   | 2-1    | 2-1  | コパ・アメリカ2021            |
| 5 | 2022年1月22日  | キト、エスタディオ・ロドリゲス・パス・デルガド                   | エクアドル   | 1-0    | 1-1  | 2022 FIFAワールドカップ・予選 |
| 6 | 2022年11月28日 | ドーハ、スタジアム974                                            | スイス       | 1-0    | 1-0  | 2022 FIFAワールドカップ       |
| 7 | 2023年3月25日  | タンジェ、イブン・バットゥータ・スタジアム                       | モロッコ     | 1-1    | 1-2  | 親善試合                      |

## タイトル

### クラブ
サンパウロFC
- コパ・サンパウロ・デ・ジュニオール：1回 (2010)
- コパ・スダメリカーナ：1回 (2012)

レアル・マドリード
- コパ・デル・レイ：1回 (2013-14)
- UEFAチャンピオンズリーグ：5回 (2013-14, 2015-16, 2016-17, 2017-18, 2021-22)
- UEFAスーパーカップ：3回 (2016, 2017, 2022)
- FIFAクラブワールドカップ：3回（2016, 2017, 2018）
- プリメーラ・ディビシオン：3回（2016-17, 2019-20, 2021-22）
- スーペルコパ・デ・エスパーニャ：3回（2017 ,2019, 2022）

マンチェスター・ユナイテッドFC
- EFLカップ : 2022-23
- FAカップ:2023-24

### 代表
U-20ブラジル代表
- 南米ユース選手権：1回 (2011)
- FIFA U-20ワールドカップ：1回 (2011)

ブラジル代表
- スーペルクラシコ・デ・ラス・アメリカス：1回 (2011)
- コパ・アメリカ：1回 (2019)

### 個人
- コパ・アメリカ・ベストイレブン : 2021